# Gerardus Johannes Kerlen
Gerardus Johannes Kerlen  (Zutphen, 3 augustus 1890 - Utrecht, 3 september 1943) was een Nederlandse militair en politiefunctionaris. Hij was lid van de NSB en werd in augustus 1942 benoemd als hoofdcommissaris van politie in de stad Utrecht. Hij was verantwoordelijk voor de nazificatie van het Utrechtse politiekorps en de opsporing van ondergedoken joden. Op 3 september 1943 werd hij geliquideerd door de verzetsvrouw Truus van Lier.

## Levensloop
Kerlen was de enige zoon en het vierde kind van een vader die als onderwijzer in Nederlands-Indië had gewerkt. Hij  doorliep de HBS en vervolgens de Cadettenschool. Nadat hij de Koninklijke Militaire Academie had doorlopen werd hij in 1912 benoemd tot officier in Nederlands-Indië. Op het moment van pensionering in 1938 was hij luitenant-kolonel en commandant van het 1ste Garnizoensbataljon van Atjeh. Na terugkeer in Nederland vestigde hij zich in Voorburg. In juni 1940 werd hij lid van de NSB.
Kerlen kwam bij Hanns Albin Rauter, de hoogste vertegenwoordiger van de SS in Nederland, in beeld toen hij deze informeerde over het bestaan van de Ordedienst. Kerlen gaf een aantal namen door van voormalige collega's wie hij verdacht betrokken te zijn bij de verzetsorganisatie. Hierop moesten zij opnieuw in krijgsgevangenschap. In augustus 1942 kreeg Kerlen het verzoek hoofdcommissaris van de stad Utrecht te worden. Hij volgde de NSB'er Willem Fransen op die eerder in april 1942 de gedwongen opgestapte Dirk Schuitenmaker verving. In de eerste vier maanden na Kerlens aantreden groeide het aantal NSB'ers onder het 358 man tellende politiekorps van 9 naar 13 procent. Daardoor werd het voor andere politieagenten moeilijker om opdrachten te weigeren. 
Begin 1943 ontstond er onrust binnen het politiekorps, omdat de kerken hadden verklaard dat het meewerken aan Jodenvervolging ongeoorloofd was. In eerste instantie lieten honderdtachtig politieagenten weten niet meer aan de vervolgingen te zullen meewerken. Op aandrang van de Duitse bezetter greep Kerlen hard in. Hij zette de agenten onder druk om hun bezwaar in te trekken. Uiteindelijk hielden 23 man voet bij stuk, de meeste van hen besloten onder te duiken. In de maanden daarna werden de laatste vierhonderd legaal in Utrecht verblijvende joden zonder veel problemen afgevoerd. De Centrale Controle onder leiding van Jan Smorenburg, een politieafdeling die vooral jacht maakte op joodse onderduikers, functioneerde grotendeels zelfstandig.
Op vrijdag 3 september 1943 om half zes in de middag werd Kerlen door de half-Joodse verzetsvrouw Truus van Lier doodgeschoten op weg naar huis. Van Lier was lid van de verzetsgroep CS-6, die verantwoordelijk was voor meer liquidaties. De directe aanleiding was waarschijnlijk de arrestatie van familieleden van ondergedoken politiebeambten. Van Lier slaagde er in eerste instantie in te ontsnappen, maar werd een paar weken later gearresteerd in Haarlem. Op 27 oktober 1943 werd zij geëxecuteerd in het Duitse concentratiekamp Sachsenhausen. 
Rijkscommissaris Seyss-Inquart, de Utrechtse burgemeester Cornelis van Ravenswaay en NSB-leider Anton Mussert voerden de volgende dag een overleg waarbij geopperd werd onder meer een tiental Utrechters als represaille te executeren. De eerste twee genoemden wezen deze vergeldingsmaatregel af omdat zij vreesden dat het te veel onrust zou creëren onder de bevolking. Op de begrafenis van Kerlen waren verschillende prominenten aanwezig, zoals Hanns Albin Rauter, Jan Feitsma, Jaap Schrieke en Mussert.

## Persoonlijk
Kerlen trouwde in 1913 met Hendrike Ufkes (1893-1932). Twaalf jaar later gingen zij uit elkaar. Uit zijn eerste huwelijk hield Kerlen een dochter over, waarmee hij verder weinig tot geen contact meer had. In 1927 hertrouwde hij met Alida van Yperen (1896-1985), die zelf twee dochters had uit een eerder huwelijk. Met Kerlen kreeg zij nog een zoon.